# PLPBP
PLPBP (англ. Pyridoxal phosphate binding protein) – білок, який кодується однойменним геном, розташованим у людей на короткому плечі 8-ї хромосоми. Довжина поліпептидного ланцюга білка становить 275 амінокислот, а молекулярна маса — 30 344.
| 10         |  | 20         |  | 30         |  | 40         |  | 50         |
| ---------- |  | ---------- |  | ---------- |  | ---------- |  | ---------- |
| MWRAGSMSAE |  | LGVGCALRAV |  | NERVQQAVAR |  | RPRDLPAIQP |  | RLVAVSKTKP |
| ADMVIEAYGH |  | GQRTFGENYV |  | QELLEKASNP |  | KILSLCPEIK |  | WHFIGHLQKQ |
| NVNKLMAVPN |  | LFMLETVDSV |  | KLADKVNSSW |  | QRKGSPERLK |  | VMVQINTSGE |
| ESKHGLPPSE |  | TIAIVEHINA |  | KCPNLEFVGL |  | MTIGSFGHDL |  | SQGPNPDFQL |
| LLSLREELCK |  | KLNIPADQVE |  | LSMGMSADFQ |  | HAVEVGSTNV |  | RIGSTIFGER |
| DYSKKPTPDK |  | CAADVKAPLE |  | VAQEH      |  |            |  |            |

A: Аланін

C: Цистеїн

D: Аспарагінова кислота

E: Глутамінова кислота

F: Фенілаланін

G: Гліцин

H: Гістидин

I: Ізолейцин

K: Лізин

L: Лейцин

M: Метіонін

N: Аспарагін

P: Пролін

Q: Глутамін

R: Аргінін

S: Серин

T: Треонін

V: Валін

W: Триптофан

Кодований геном білок за функцією належить до фосфопротеїнів. 
Білок має сайт для зв'язування з піридоксаль-фосфатом. 